# اتحاد الشباب الديمقراطي العالمي
الاتحاد العالمي للشباب الديمقراطي منظمة شبابية عالمية تظم في صفوفها عشرات التنظيمات الشبابية من مختلف أرجاء العالم. تعرف عن نفسها بأنها منظمة شبابية عالمية معادية للامبريالية، لذا تضم في صفوفها تيارات شبابية متنوعة يغلب عليها الطابع اليساري والتقدمي والتحرري. لاتحاد العالمي للشباب الديمقراطي علاقات استشارية مع الأمم المتحدة من خلال المجلس الاقتصادي الاجتماعي وعلاقات عمل مع منظمة اليونسكو. تأسس الاتحاد العالمي للشباب الديمقراطي في عام 1945 خلال اجتماع دولي لممثلي الشباب من الدول التي خاضت الحرب العالمية الثانية، وذلك في مدينة لندن بهدف العمل من أجل عالم جديد يسوده السلم والاستقرار والتقدم بعد حروب أودت بحياة الملايين. المقر الرئيسي للاتحاد هو في مدينة بودابست في هنغاريا. ترأسه حالياً الشبيبة الشيوعية البرتغالية ممثلة بتياغو فييرا، فيما تتكون عضوية قيادته حالياً من اتحاد الشباب الديمقراطي اللبناني، شبيبة حزب الجبهة الأفريقية الوطنية في زيمبابوي، الشبيبة الشيوعية الكوبية، والشبيبة الديمقراطية النيبالية.

## وصلات خارجية
- الموقع الإلكتروني لاتحاد الشباب الديمقراطي العالمي